# Robert Zander
Robert Zander (Magdeburg, 26 de julho de 1892 — Berlim, 8 de maio de 1969) foi um botânico alemão . 
Ficou conhecido pelos seus trabalhos sobre horticultura.

## Obras
- Beitrag zur Kenntnis der tertiären Hölzer des Geiseltals. In: Braunkohle. Jahrg. XXII, Nº 2, enero 1923 (Dr.-Dissertation, abgedruckt in Heft 2 vom 14. abril 1923 S. 17f sowie in Heft 3 vom 21. Abril 1923 auf S. 38f)
- Führer durch den Botanischen Garten der Universität Halle/Saale. 1925
- Handwörterbuch der Pflanzennamen und ihrer Erklärungen. Gärtnerische Verlagsgesellschaft Berlin, Berlin (Ab der 7. Auflage: Verlag Eugen Ulmer, Stuttgart)
- Wunder der Blüten. In: Weg zum Wissen. 76, Ullstein, Berlin 1927
- Leitfaden für den gärtnerischen Berufsschulunterricht. Gärtnerische Verlagsgesellschaft, Berlin 1929
- Schmarotzende Pflanzen. Brehmverlag, Berlin 1930
- Zanders großes Gartenlexikon. Ullstein, Berlin 1934
- Kluges Alphabet. Propyläenverlag, 1934/35
- Wörterbuch der gärtnerischen Fachausdrücke in vier Sprachen. Büro des Internationalen Gartenbaukongresses, Berlin 1938
- Fachwörterbuch der Konservenindustrie in acht Sprachen. Dr. Serger & Hempel, Braunschweig 1939
- Zander, R; C Teschner. Der Rosengarten, eine geschichtliche Studie durch zwei Jahrtausende. Trowitzsch & Sohn, Frankfurt/O. 1939
- Geschichte des Obstbaues. In: Trenkles Lehrbuch des Obstbaus. Bechtold & Co., Wiesbaden 1942 (und folgende Ausgaben)
- Die Kunst des Pflanzenbeschreibens. Ulmer, Stuttgart 1939, 2. Auflage 1947
- Deutsch-Botanisches Wörterbuch. Ulmer, Stuttgart 1940 (2. Auflage 1947 als „Kleines Botanisches Fremdwörterbuch“)
- Die Pflanze im Liebesleben der Völker. In: Naturkunde. Hannover und Berlin-Zehlendorf 1951
- Geschichte des Gärtnertums. Ulmer, Stuttgart 1952